# Iazî, Sambir
Iazî (în ucraineană Язи) este un sat în comuna Voiutîci din raionul Sambir, regiunea Liov, Ucraina.

## Demografie
Componența lingvistică a localității Iazî
     Ucraineană (98,76%)
Conform recensământului din 2001, majoritatea populației localității Iazî era vorbitoare de ucraineană (98,76%), existând în minoritate și vorbitori de polonă (1,24%).